# Manfred Baldauf
Manfred Baldauf (* 7. Januar 1952 in Püttlingen) ist ein deutscher Politiker (FDP/DPS).

## Leben

### Ausbildung und Beruf
Zunächst besuchte Manfred Baldauf von 1963 bis 1969 die Realschule in Völklingen. Ab 1969 absolvierte er dann eine Ausbildung bei der saarländischen Finanzverwaltung.
Nach dem Abitur 1975 am Saarlandkolleg in Saarbrücken studierte er Rechtswissenschaften an der Universität des Saarlandes. 1982 eröffnete er dann seine eigene Rechtsanwaltskanzlei in Püttlingen, die bis heute besteht. Manfred Baldauf ist seit 1985 auch als Fachanwalt für Steuerrecht zugelassen und gehört seit 1990 der Wirtschaftsprüferkammer in Düsseldorf als vereidigter Buchprüfer an. Er arbeitete bis 2015 als kaufmännischer Geschäftsführer beim Weltkulturerbe Völklinger Hütte. Die Einstellung war vom Landesrechnungshof kritisiert worden.

### Familie
Manfred Baldauf ist seit über 30 Jahren mit seiner Frau Iris verheiratet und hat eine Tochter (Denise Baldauf), die ebenfalls in der Politik tätig ist.

### Partei
Seit 1986 ist Baldauf Mitglied der FDP/DPS. Von 1989 bis 1994 war er Mitglied des Völklinger Stadtrates. In der Zeit von 1990 bis 1994 war er außerdem Mitglied des Landesvorstandes der FDP/DPS. Seit Januar 2002 war er in der Funktion des stellvertretenden Vorsitzenden wieder Mitglied des Landesvorstandes der FDP/DPS. Seit Mai 2003 hatte er außerdem das Amt des Kreisvorsitzenden der FDP Saarbrücken Land-West inne. Im Jahr 2001 war er Bürgermeisterkandidat in Püttlingen und konnte ein Ergebnis von 15 % erzielen. Im Juni 2004 gelang es ihm, mit der FDP wieder in den Stadtverbandstag im Saarbrücker Schloss einzuziehen.
2006 kandidierte Baldauf außerdem für das Amt des Stadtverbandspräsidenten. Bei der Wahl am 12. März 2006 konnte er aber nur ein Ergebnis von 4,6 % erzielen und unterlag somit seinen Gegenkandidaten.

### Abgeordneter
Manfred Baldauf konnte 2004 auf Platz 2 der Landesliste als Abgeordneter in den Landtag des Saarlandes einziehen. Dort war er parlamentarischer Geschäftsführer der FDP-Fraktion. Eine Wiederwahl bei den Landtagswahlen 2009 gelang ihm nicht, da er von seiner Partei keinen sicheren Listenplatz auf der Landesliste mehr erhielt.